# Leucopogon conostephioides
Leucopogon conostephioides är en ljungväxtart som beskrevs av Dc. Leucopogon conostephioides ingår i släktet Leucopogon och familjen ljungväxter. Inga underarter finns listade i Catalogue of Life.